# Плешој (Долж)
Плешој (рум. Pleșoi) насеље је у Румунији у округу Долж у општини Плешој. Oпштина се налази на надморској висини од 127 m.

## Становништво
Према подацима из 2002. године у насељу је живело 936 становника, од којих су сви румунске националности.